# Famille von Holleben
La famille von Holleben est une ancienne famille noble saxonne-thuringeoise. Le siège éponyme de Holleben est aujourd'hui un quartier de la commune de Teutschenthal dans l'arrondissement de la Saale. Le nom de famille change entre Hunleute, Hunleve, Honleve, Hulleve, Hulleiben, Hulleben et Holleben.

## Histoire

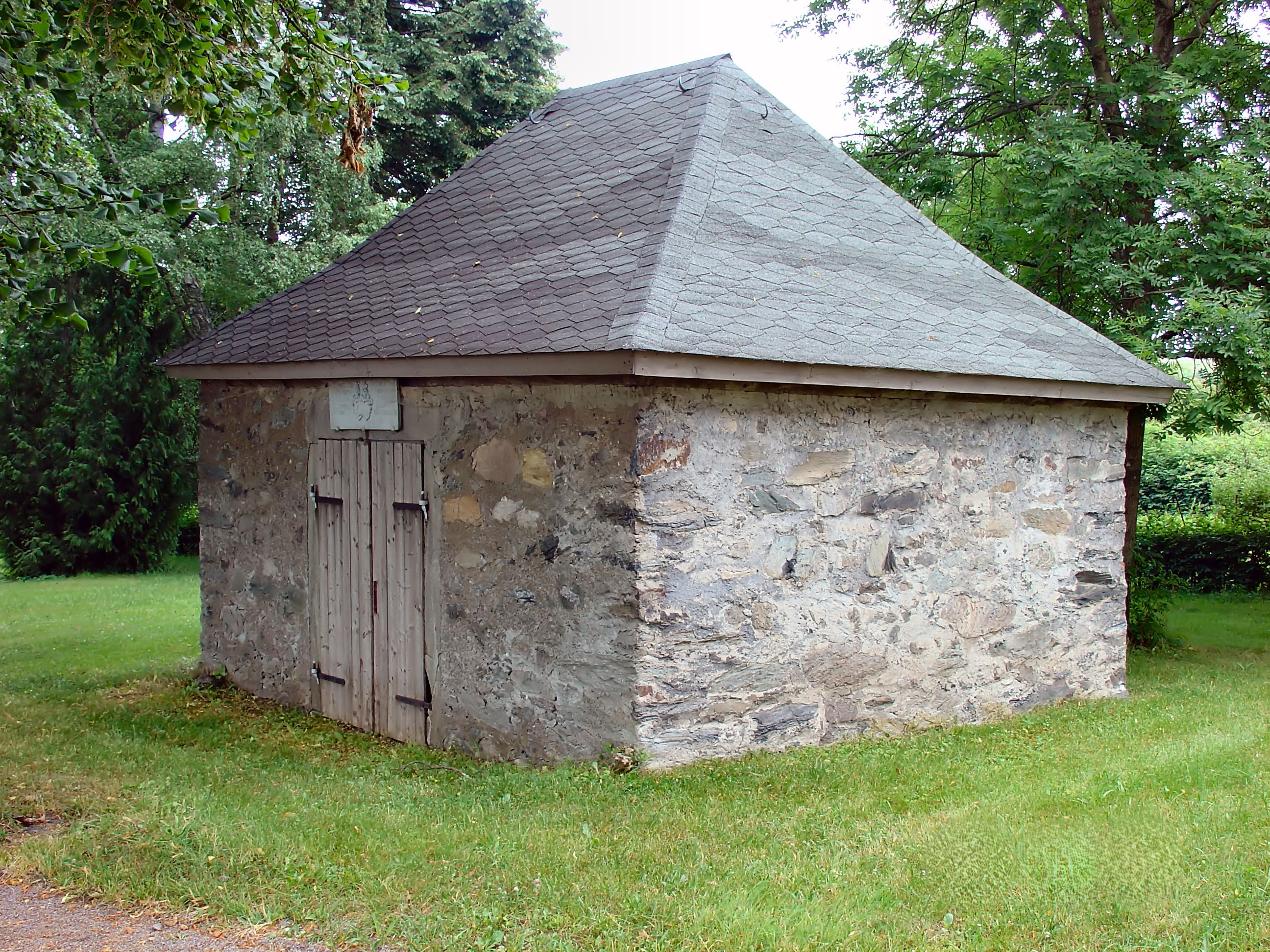
Crypte familiale de seconde lignée dans l'ancien cimetière de Böhlen

La famille apparaît pour la première fois dans un document en 1185 avec Théodoricus de Hunleue. D'autres membres documentés de la famille incluent Heinrich von Hunleve en 1240 et Wittekind von Holleuben le Jeune en 1244. Heinrich von Hunleve apparaît dans des documents datant de 1255 comme officier ministériel des margraves de Meissen à Schafstedt. La lignée ininterrompue ne commence qu'avec Magnus von Holleben au milieu du XVe siècle.
Il s'installe dans le comté de Schwarzbourg en 1447 après avoir vendu ses fiefs de Wettin. Là, Magnus acquit le manoir de Wildenspring, où sa famille peut se maintenir très longtemps. Trois grandes lignées sont issues des fils de son descendant à la 7e génération Ernst Ludwig von Holleben zu Wildenspring (mort en 1737). La lignée de l'aîné, le colonel de Bayreuth Ludwig Johann Ernst von Holleben, devient plus tard également propriétaire en Prusse-Orientale avec Rathswalde (de) dans l'arrondissement de Labiau. La seconde lignée, fondée par le chef des chasseurs de Schwarzbourg Anton von Holleben sur Wildenspring, est en possession de la copropriété de Wildenspring et d'autres domaines et porte également en partie le nom de Holleben genannt von Normann. Le ministre de Schwarzbourg Johann Wilhelm Ludwig von Holleben auf Burglemnitz fonde la troisième lignée. C'est des deux dernières lignées en particulier que sont issus un certain nombre de fonctionnaires et de généraux importants.

## Blason
Le blason représente un luth doré de couleur bleue, incliné en diagonale vers la gauche, accompagné de cinq (3 au-dessus, 2 en dessous) feuilles de trèfle dorées. Sur le casque à coques bleues et dorées se dresse un torse de femme vêtue de bleu avec un voile blanc, dont la tête est décorée de huit plumes d'autruche bleues et dorées alternées.

## Personnalités

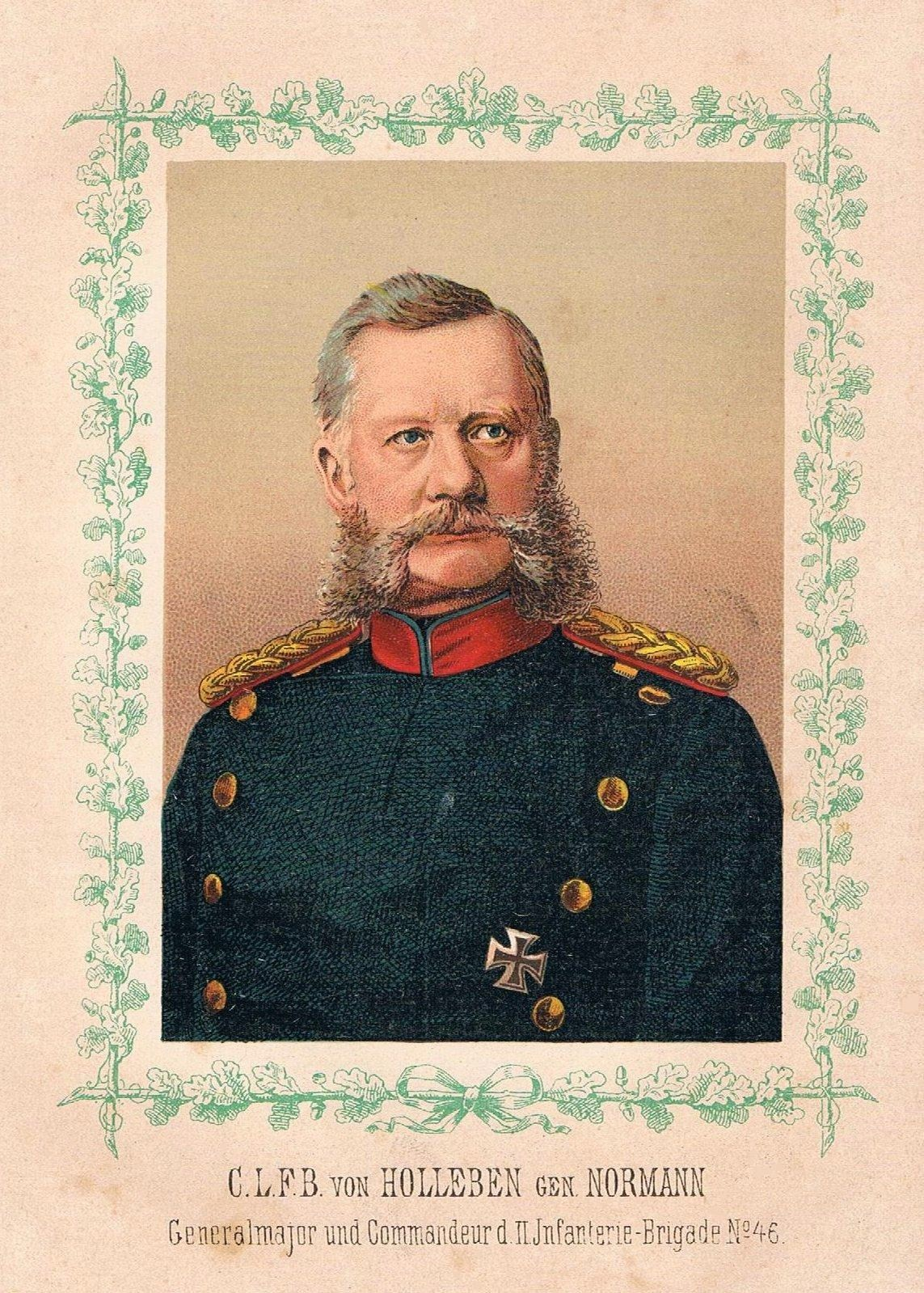
Le général Bernhard von Holleben dit von Normann

- Viktor von Holleben (de) (1737-1808), major général prussien.
- Heinrich von Holleben (1784-1864), général et écrivain militaire prussien.
- Hermann von Holleben (de) (1804-1878), général d'infanterie prussien, scientifique militaire.
- Ernst von Holleben (de) (1789-1863), lieutenant-général prussien
- Ernst von Holleben (de) (1815-1908), juriste prussien
- Ernst von Holleben (1844-1923), major général prussien
- Bernhard von Holleben genannt von Normann (1824-1897), général d'infanterie saxon.
- Albert von Holleben (1825-1902), conseiller d'État secret, chambellan et directeur du département des finances du ministère princier de Schwarzbourg.
- Wilhelm von Holleben (1828-1888), major général prussien.
- Ludwig Heinrich von Holleben (de) (1832-1894), ingénieur ferroviaire dans le sud du Brésil.
- Albert von Holleben (1835-1906), général d'infanterie prussien et écrivain militaire.
- Theodor von Holleben (1838-1913), ambassadeur et diplomate allemand.
- Wilhelm von Holleben (de) (1840-1912), lieutenant-général prussien.
- Anton von Holleben genannt von Normann (de) (1854-1926), lieutenant-général saxon.
- Franz von Holleben (1863-1938), vice-amiral impérial.
- Ludwig Karl von Holleben administrateur et chambellan de la principauté de Schwarzbourg-Rudolstadt.
- Thekla-Helene von Holleben (1876-1959), abbesse de l'abbaye de Wallenstein à Fulda.
- Heinz von Holleben (de) (1901-1997), colonel allemand de l'armée de l'air.
- Ehrenfried von Holleben (de) (1909-1988), procureur au tribunal de Potsdam, ambassadeur et diplomate (entre autres au Brésil et au Portugal).
- Jan von Holleben (de) (né en 1977), photographe allemand